# Eudokia Angelina
Eudokia Angelina (sau Eudocia Angelina) (în greacă Ευδοκία Αγγελίνα, în sârbă Evdokija Anđel;  n. în jurul anului 1173 - a murit c. 1211  sau mai târziu) a fost consoarta regelui Ștefan I Prvovenčani al Serbiei din cca. 1190 până în cca. 1200. Ulterior s-a recăsătorit, cu Alexie al V-lea Ducas Murtzuphlos, care a fost o scurtă perioadă împărat al Bizanțului în 1204. Eudokia a fost fiica lui Alexie al III-lea Angelos și al Eufrosinei Doukaina Kamatera.

## Viață
Eudokia s-a căsătorit pentru prima dată cu Ștefan I Prvovenčani, cel de-al doilea fiu al lui Stefan Nemanja, Mare Župan al Serbiei. Căsătoria a fost aranjată de unchiul ei, împăratul Isaac al II-lea Angelos, în jurul anului 1190, în timp ce tatăl ei se afla în exil în Siria. În 1196, odată cu retragerea socrului ei la o mănăstire, soțul Eudokiei a ajuns conducător al Serbiei. 
Potrivit istoricului bizantin Niketas Choniates, Ștefan și Eudokia s-au certat și s-au despărțit, acuzându-se unul pe altul de adulter și, prin urmare, în 1200 sau 1201, Eudokia a fost alungată din Serbia. Potrivit istoricului John Van Antwerp Fine, Jr., Eudokia a fost repudiată pe motiv de adulter în cca. 1200-1201. Fine rezumă un pasaj al lui Niketas Choniates care spune că „Ea a plecat pe jos doar cu hainele pe spate”. Eudokia a căutat refugiu la curtea fratelui lui Ștefan, Vukan, conducătorul Principatului Zeta, cu care s-a împrietenit și care a protejat-o. Când și-a mai revenit, Eudokia s-a dus la Dyrrachium, de unde o navă bizantină a înapoiat-o la tatăl ei din Constantinopol. Repudierea Eudokiri arată declinul puterii și prestigiului bizantin în aceea perioadă.
În Constantinopol, Eudokia a devenit amanta viitorului împărat Alexie al V-lea Ducas, cu care ea (și mama ei) au fugit din oraș în Tracia, la 12 aprilie 1204, în timp ce cruciații celei de-a patra cruciade au luat cu asalt orașul. Ajungând la tatăl ei aflat la Mosynopolis, ei i s-a permis să se căsătorească cu Alexie al V-lea, dar ulterior acesta a fost arestat și mutilat la ordinul lui Alexios al III-lea, tatăl ei. Eudokia s-a înfuriat de acțiunile tatălui ei. După aceea, Alexios al V-lea, fără niciun susținător, a fost prins și condamnat la moarte de către cruciați. 
Eudokia s-a căsătorit a treia oară, la insistențele tatălui ei Alexios al III-lea, cu Leo Sgouros, conducătorul independent al Corintului, după ce el i-a oferit azil lui Alexios al III-lea și familiei sale în 1204. Leo Sgouros a luptat contra latinilor, a rămas blocat în cetatea Corintului și s-a sinucis în 1207 sau în 1208. Se crede că Eudokia a murit în jurul anului 1211. 
Prin căsătoria ei cu Ștefan al Serbiei, ea a avut patru copii: Ștefan Radoslav (rege al Serbiei în perioada 1228-1234), Ștefan Vladislav (rege al Serbiei în perioada 1234-1243), Sfântul Sava al II-lea (arhiepiscop al Bisericii Ortodoxe Sârbe în perioada 1263 - 1271) și Komnena Nemanjić.

## În ficțiune
Actrița Jelena Gavrilovic interpretează rolul prințesei Evdokija în serialul de televiziune din 2017, „Nemanjići - rađanje kraljevine” (Dinastia Nemanjić - Nașterea unui regat). Seria îl prezintă pe regele Ștefan Primul-încoronat ca principalul protagonist.